# خمسة عشر مليون ميزة (المرآة السوداء)
"خمسة عشر مليون ميزة" هي الحلقة الثانية من الموسم الأول لسلسلة الخيال العلمي المرآة السوداء . كتبها مبتكر السلسلة ومديرها تشارلي بروكر وزوجته كوني هوك، وأخرجها يوروس لين. عُرضت الحلقة لأول مرة على القناة الرابعة البريطانية في 11 ديسمبر 2011.
تدور أحداث الحلقة في عالم يتعين فيه على معظم أفراد المجتمع ركوب دراجات تمارين رياضية لكسب عملة تُسمى "الميزات". تروي القصة حياة بينغ (دانيال كالويا)، الذي يلتقي بـآبي (جيسيكا براون فيندلي) ويقنعها بالمشاركة في برنامج مواهب لتصبح مشهورة. استُلهمت الحلقة من فكرة كوني هوك بأن زوجها بروكر، المهووس بالتكنولوجيا، سيكون سعيدًا في غرفة مغطاة بالشاشات، كما استمدت الحلقة إلهامًا من برامج المواهب ,
حظيت الحلقة باستقبال نقدي إيجابي. تمت مقارنة علاقة آبي وبينغ بعلاقة جوليا ووينستون في رواية ألف وتسعمائة وأربعة وثمانين ، بينما قورنت عملية تقديم آبي كسلعة بتجسيد الشخصيات الإعلامية النسائية. أثارت النهاية الغامضة للحلقة نقاشات حول تسويق الاحتجاج والمعارضة. . رُشحت "خمسة عشر مليون ميزة" لجائزة BAFTA للإنتاج التلفزيوني، لكنها لم تفز؛ وعلى قوائم النقاد لترتيب حلقات "بلاك ميرور" حسب الجودة، عادةً ما تُصنف في المرتبة المتوسطة أو المنخفضة.